# Захарівська сільська рада (Новоукраїнський район)
| Захарівська сільська рада — колишній орган місцевого самоврядування у Новоукраїнському районі Кіровоградської області з адміністративним центром у с. Захарівка. Сільській раді були підпорядковані населені пункти: - с. Захарівка - с. Далеке |

## Склад ради
Рада складалася з 12 депутатів та голови.

### Керівний склад ради
| ПІБ                            | Основні відомості                                                             | Дата обрання | Дата звільнення |
| ------------------------------ | ----------------------------------------------------------------------------- | ------------ | --------------- |
| Пухирь Світлана Григорівна     | Сільський голова, 1964 року народження, освіта, позапартійна                  | 26.03.2006   | 31.10.2010      |
| Логвіненко Олександр Йосипович | Сільський голова, 1955 року народження, освіта середня загальна, безпартійний | 31.10.2010   |                 |

Примітка: таблиця складена за даними джерела

## Населення
Згідно з переписом УРСР 1989 року чисельність наявного населення села становила 1061 особа, з яких 488 чоловіків та 573 жінки.
За переписом населення України 2001 року в селі мешкало 967 осіб.

### Мова
Розподіл населення за рідною мовою за даними перепису 2001 року:
| Мова       | Відсоток |
| ---------- | -------- |
| українська | 94,61 %  |
| молдовська | 2,70 %   |
| російська  | 2,18 %   |
| білоруська | 0,31 %   |
| румунська  | 0,10 %   |